# Рульов Борис Павлович
Борис Павлович Рульов (рос. Борис Павлович Рулёв, 1913 — ?) — радянський футболіст, що грав на позиції захисника, та футбольний тренер.

## Футбольна кар'єра
У 1938—1939 роках виступав у ленінградському «Зеніті», за який провів 28 матчів: 10 — в Групі «А» 1938 року, і 18 — в наступному році у Групі «Б».
У 1940 році він перейшов до «Суднобудівника» (Миколаїв), де зіграв того року 26 матчів у Групі «Б», після чого закінчив футбольну кар'єру.
Паралельно, у вересні-жовтні 1940 року він також тимчасово виконував обов'язки головного тренера команди, але домогтися максимального результату в заключних зустрічах не вдалося. Сам же Рульов при цьому не забив пенальті в двох матчах поспіль. Перемога 4:0 над переможцем турніру «Червоною зорею» (Ленінград) в останньому матчі дозволила «Суднобудівнику» посісти 8-е місце у Групі «Б», другому дивізіоні країни .
Учасник Другої світової війни. Помер після 1985 року.